# Stilbocrea impressa
Stilbocrea impressa är en svampart som först beskrevs av Jean François Montagne, och fick sitt nu gällande namn av Samuels 1999. Stilbocrea impressa ingår i släktet Stilbocrea och familjen Bionectriaceae.   Inga underarter finns listade i Catalogue of Life.